# Литл Рок (Ајова)
Литл Рок (енгл. Little Rock) град је у америчкој савезној држави Ајова. По попису становништва из 2010. у њему је живело 459 становника.

## Демографија
Према попису становништва из 2010. у граду је живело 459 становника, што је -30 (-6.1%) становника више него 2000. године.
| Група             | 2000.       | 2010.       |
| Белци             | 487 (99,6%) | 455 (99,1%) |
| Афроамериканци    | 0 (0,0%)    | 0 (0,0%)    |
| Азијати           | 2 (0,4%)    | 0 (0,0%)    |
| Хиспаноамериканци | 0 (0,0%)    | 3 (0,7%)    |
| Укупно            | 489         | 459         |